# Poľany
Pour les articles homonymes, voir Polany.
Poľany est un village de Slovaquie situé dans la région de Košice.

## Histoire
Première mention écrite du village en 1214.
La localité fut annexée par la Hongrie après le premier arbitrage de Vienne le 2 novembre 1938. En 1938, on comptait 800 habitants dont 26 d'origines juives. Elle faisait partie du district de Medzibodrožie (hongrois : Bodrogközi járás). Le nom de la localité avant la Seconde Guerre mondiale était Poľany/Polyán. Durant la période 1938 - 1944, le nom hongrois Bodrogmező était d'usage. À la libération, la commune a été réintégrée dans la Tchécoslovaquie reconstituée.

## Démographie

### Évolution de la population
| Année:               | 1994. | 2004. | 2014.   | 2024.    |
| -------------------- | ----- | ----- | ------- | -------- |
| Nombre de personnes: | 460   | 529   | 557     | 479      |
| Différence:          |       | +15 % | +5,29 % | -14,00 % |

| Année:               | 2023. | 2024.   |
| -------------------- | ----- | ------- |
| Nombre de personnes: | 482   | 479     |
| Différence:          |       | -0,62 % |